# Assembleia de Westminster
A Assembleia de Westminster foi o concílio convocado, entre 1643 e 1653, para reestruturar a Igreja da Inglaterra. Produziu, entre outros documentos, a Confissão de Fé de Westminster e dois catecismos: o Catecismo Maior e o Breve Catecismo. Porém o maior papel da Assembleia foi o exame de pastores da Igreja da Inglaterra.
A Assembleia de Westminster caracterizou-se não somente pela erudição teológica, mas por uma profunda espiritualidade, foi constituída de 121 dos mais capazes pastores da Inglaterra e Escócia, 20 membros da Câmara dos Comuns e 10 membros da Câmara dos Lordes.

## Antecedentes
O Rei Carlos I (1625-1649) procurou impor o anglicanismo aos puritanos ingleses e aos presbiterianos escoceses. Porém, estes últimos se rebelaram e enfrentaram com êxito os exércitos reais. Precisando de mais tropas e dinheiro, Carlos viu-se forçado a promover a eleição de um parlamento. 
Para frustração do rei, os ingleses elegeram um parlamento puritano, que foi prontamente dissolvido. Feita nova eleição, a maioria puritana tornou-se ainda mais expressiva. Diante da recusa do parlamento em ser novamente dissolvido, resultou uma guerra civil.

## A Assembleia

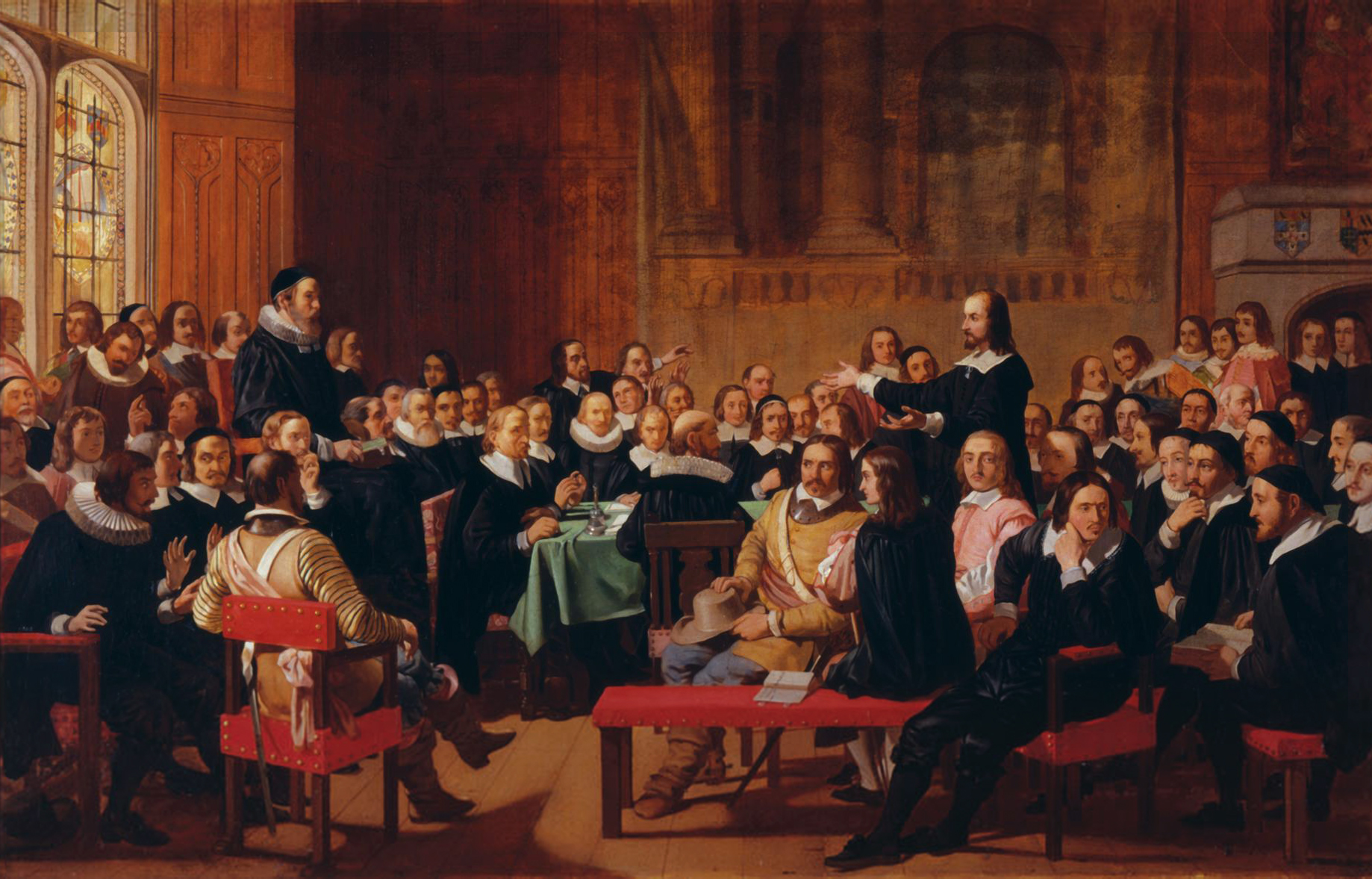
Assembleia de Westminster

Por setenta e cinco anos os puritanos vinham insistindo para que a Igreja da Inglaterra tivesse uma forma de governo, doutrinas e culto mais puros. Assim, o parlamento convocou a Assembleia de Westminster, composta de 121 dos mais capazes pastores da Inglaterra, 20 membros da Casa dos Comuns e 10 membros da Casa dos Lordes. Todos os 121 teólogos eram ministros da Igreja da Inglaterra e quase todos eram calvinistas. 
Quanto ao governo da Igreja, a maioria era a favor da forma presbiteriana, muitos desejavam a forma congregacional e uns poucos defendiam a forma Episcopal. Essa questão gerou os debates mais longos e acalorados da Assembleia, que se reuniu na Abadia de Westminster, em Londres, a partir de 1º de julho de 1643. Os trabalhos se estenderam por cinco anos e meio, durante os quais houve mais de mil reuniões do plenário e centenas de reuniões de comissões e subcomissões.

## Os Escoceses
Tão logo a Assembleia iniciou os seus trabalhos, as forças parlamentares começaram a sofrer reveses na guerra. O parlamento buscou o auxílio da Escócia, que concordou em ajudar sob uma condição – que todos os membros da Assembleia de Westminster e do parlamento assinassem um pacto solene comprometendo-se a manter e defender a Igreja Presbiteriana da Escócia e a reformar a Igreja da Inglaterra e da Irlanda em sua doutrina, governo, culto e disciplina, de acordo com a Palavra de Deus. Isso foi aceito. Os presbiterianos escoceses também puderam enviar representantes à Assembleia de Westminster, quatro pastores e dois presbíteros, que participaram dos trabalhos sem direito a voto. Eles exerceram uma influência desproporcional ao seu número. Logo que chegaram e foi assinado o pacto solene (setembro de 1643), houve uma mudança radical no trabalho da Assembleia. Até então, a ideia era revisar os Trinta e Nove Artigos da Igreja Anglicana. Agora, passou-se a fazer uma reforma completa da Igreja.

## Os Documentos
A Assembleia de Westminster caracterizou-se não somente pela erudição teológica, mas por uma profunda espiritualidade. Gastava-se muito tempo em oração e tudo era feito em um espírito de reverência. Cada documento produzido era encaminhado ao parlamento para aprovação, o que só acontecia após muita discussão e estudo. Os chamados “Padrões Presbiterianos” elaborados pela Assembleia foram os seguintes:
- Diretório do Culto Público: concluído em dezembro de 1644 e aprovado pelo parlamento no mês seguinte. Tomou o lugar do Livro de Oração Comum. Também foi preparado o Saltério: uma versão métrica dos Salmos para uso no culto (novembro de 1645);
- Forma de Governo Eclesiástico: Concluída em 1644 e aprovada pelo parlamento em 1648. Instituiu a forma de governo presbiteriano em lugar da episcopal, com seus bispos e arcebispos;
- Confissão de Fé: concluída em dezembro de 1646 e sancionada pelo parlamento em março de 1648;
- Catecismo Maior e Breve Catecismo: concluídos no final de 1647 e aprovados pelo parlamento em março de 1648.

## Consequências
Com o auxílio dos escoceses, as forças parlamentares derrotaram o rei Carlos I, que foi decapitado em 1649. O comandante vitorioso, Oliver Cromwell, assumiu o governo. Porém, em 1660, Carlos II subiu ao trono e restaurou o episcopado na Igreja da Inglaterra. Teve início uma nova era de perseguições contra os presbiterianos. Na Escócia, a Assembleia Geral da Igreja Presbiteriana adotou os Padrões de Westminster logo que foram aprovados, deixando de lado os seus próprios documentos de doutrina, liturgia e governo que vinham da época de John Knox. Isso é ainda mais surpreendente diante do fato de que somente quatro pastores escoceses participaram da Assembleia de Westminster (Alexander Henderson, Robert Baillie, George Gillespie e Samuel Rutherford). As razões para isso foram os méritos dos padrões de Westminster e o desejo de maior unidade entre os presbiterianos das Ilhas Britânicas. Da Escócia, esses padrões foram levados para outras partes do mundo.